# Cesar Gonzalez
Cesar Gonzalez (Santo Domingo, 2 oktober 1982) is een in de Dominicaanse Republiek geboren Nederlandse bobsleeër.
Cesar Gonzalez begon met bobsleeën op internationaal niveau in het seizoen 2002/03, waardoor hij nog geen deel uitmaakte van de Olympische bob waarmee Arend Glas op de Olympische Winterspelen 2002 actief was.
In januari 2006 kwalificeerde Gonzalez zich voor het team dat enkele weken daarvoor kwalificatie had afgedwongen voor de Olympische Winterspelen 2006 in Turijn. Hij eindigde in het Duitse Oberhof achter zijn concurrenten voor de Spelen op een derde plaats tijdens een bob-off startwedstrijd waarin de snelsten kwalificatie afdwongen.
Door zijn derde plaats ging Gonzalez als stand-in voor zijn teamgenoten mee naar Turijn en zou zodra een van hen geblesseerd zou raken de eerste gegadigde zijn om die plaats in te nemen. Uiteindelijk kwam hij niet in actie en zag hij hoe zijn teamgenoten op een 16e positie terechtkwamen.